# Dilermando Martins da Costa Cruz
Dilermando Martins da Costa Cruz (Leopoldina, 1879 — Juiz de Fora, 1935) foi um advogado, jornalista e poeta brasileiro. Foi um dos fundadores da Academia Mineira de Letras (AML). Teve participação significativa na imprensa juizforana, sobretudo nos jornais "Correio da Tarde" e "O Pharol".

## Biografia
Nasceu em Leopoldina, Minas Gerais, no ano de 1879, filho do advogado Custódio Martins da Costa Cruz e sua esposa Gabriela Souza Lima da Costa Cruz. Estudou no Colégio Mineiro de Ouro Preto e no Ginásio Mineiro de Barbacena. Formou-se em Direito, exercendo em 1917 o cargo de delegado de polícia no Rio de Janeiro, à época capital da República.
Em Leopoldina, na virada dos séculos XIX e XX, fundou e dirigiu o jornal Folha do Leste. Transferiu-se para Juiz de Fora, onde fundou em 1906 o jornal Correio da Tarde, do qual foi diretor. Escreveu também para outros periódicos como a revista O Mensal de Barbacena, O Pharol de Juiz de Fora, bem como para os jornais O Paiz e Gazeta de Notícias do Rio de Janeiro.
Em Juiz de Fora Dilermando participou intensivamente da política, como tribuno popular e forense. Foi chefe  político (Paredro) de seu partido e exerceu o cargo de vereador entre os anos 1902/04. Ainda em Juiz de Fora ele teve uma participação na elite intelectual da época; integrou o grupo de literatos que fundou a Academia Mineira de Letras em 25 de dezembro de 1909. Participou da primeira diretoria da AML, integrando a Comissão de Contas. Dilermando Cruz ocupava a cadeira número 15, cujo patrono é Bernardo Guimarães.
Dilermando era casado com Maria Antonieta Lobato da Costa Cruz e pai do político e médico juizforano Dilermando Martins da Costa Cruz Filho. Ele morreu em 1935 em Juiz de Fora. É o patrono da cadeira n° 15 da Academia Leopoldinense de Letras e Artes.

## Obras
- Primeiras Rimas, poesia (1896)
- Diáfanas, poesia (1908)
- Bernardo Guimarães, biografia (1911)
- O Anacoreta, romance não publicado